# 1876 Наполитанија
1876 Наполитанија (енгл. 1876 Napolitania) је астероид чија средња удаљеност од Сунца износи 1,964 астрономских јединица (АЈ).
Апсолутна магнитуда астероида је 15,3.